# St. Louis Street Missionary Baptist Church
Die St. Louis Street Missionary Baptist Church ist eine historische afroamerikanische baptistische Kirche in Mobile im US-Bundesstaat Alabama. Sie wurde am 8. Oktober 1976 in das National Register of Historic Places aufgenommen.

## Geschichte
Die Gemeinde wurde gebildet als Teil der African Baptist Church nahe der Kreuzung der Springhill Avenue und der Ann Street. Die Kongregation war im Jahr 1836 aktiv, errichtete 1839 ihr eigenes Kirchengebäude und wurde später unter dem Namen Stone Street Baptist Church bekannt. Nach Streiten um die Finanzierung eines Missionsprogramms in ganz Alabama gründeten einige Gemeindemitglieder eine weitere Kirche, die später die St. Louis Street Missionary Baptist Church benannt wurde. Ursprünglich versammelte sich die neue Kongregation an der Kreuzung der Springhill Avenue und der Broad Street aber kaufte 1859 ein neues Grundstück an der Dearborn Street.
Der erste Pfarrer war der weiße baptistischer Pastor Joshua Hawthorn, der jedoch 1850 die Gemeinde verließ. Charles Leavens folgte ihm nach als erster afroamerikanischer Pfarrer der Kongregation. Zu dieser Zeit sendete die Gemeinde Organisatoren in ganz Alabama, die weitere Kirchen gründeten und neue Pfarrer anzogen. Das heutige Gebäude aus 1872 wurde vom einheimischen Architekten C. L. Hutchinsson entworfen. 1874 fand dort die siebte Colored Baptist Convention of Alabama statt, ein Treffen, das zur Gründung der Universität Selma im Jahre 1878 führte.